# كأس ج
كأس ج هو أكبر حدث رياضي عربي للأطفال بمساهمة تلفزيون ج الذي يأخذ على عاتقه الاهتمام بالطفل العربي وتنمية مواهبه ومهاراته في كافة المجالات ونظراً لشغف الكبار والصغار بلعبة كرة القدم فإن تلفزيون ج ينظّم بطولة كأس ج لكرة القدم في نسختها الأولى بين طلاب المدارس في الوطن العربي، لدعم أواصر الصلة بين الطلاب العرب وتعزيز الاهتمام بالرياضة بشكل عام وبلعبة كرة القدم بشكل خاص وتتراوح الفئات العمرية للطلاب العرب الذين سيشاركون في بطولة كأس ج ما بين 11 إلى 13 سنة
فرنسا هو من فاز عام 2018

## أهداف كأس ج
- تعزيز الاهتمام بالصحة.
- تشجيع الأطفال على اتباع نمط حياة مفعم بالنشاط.
- السير على خطوات الرياضيين المتميزيين في هذا المجال.
- تبادل الثقافات والقيَم بين اللاعبين.
- اكساب اللاعب المعلومات والمعارف الخاصة بلعبة كرة القدم.
- صقل موهبة الطفل الناشئ وتنميتها.
- تثقيف الناشئ كروياً كي يتعرف على خصائص اللعبة وأسرار أدائها.

## الدول المشاركة
أغلب الدول العربية شاركت في مباريات كأس ج حوالي 16 دولة تأهت بإستتناء التي تعاني حروب أهلية أو التي تعاني مشاكل سياسية أو اقتصادية: سوريا، الجزائر، العراق، ليبيا
شاركت العديد من الفرق في بطولة كأس ج والتي تتضمن مصر، الإمارات العربية المتحدة، السعودية، قطر، الكويت، البحرين، سلطنة عمان، لبنان، المغرب، فلسطين، السودان، الأردن، تونس، جزر القمر .

## التميمة سهم
سهم هو تميمة بطولة كأس ج لكرة القدم 2014 المقامة في الدوحة وهو عبارة عن قنفد أزرق وتم اختيار هذا التصميم من بين عشرات التصاميم وقد لاقا نجاحا كبيرا حيت يقوم برحلات لجميع الدول العربية حيت يدهب إلى المراكز التجارية و الترفيهية الكبرى و يلتقط الصور مع ألأطفال و العائلات.

## الترويج ألإعلامي
تناقلة مجموعة من المواقع و القنوات ألإخبارية الحدت الرياضي كأس ج و إعتبرته تظاهرة عربية رياضية نوعية 
النقل المباشر للمباريات: تكلفة قناة تلفزيون ج و مؤسسة قطر و قناة باين بنقل المباريات مباشرة
وقد وضعت القناة ج فقرة خاصة أسمتها فقرة أخبار كأس ج.

## البطولات
| السنة | الفائز    | النتيجة         | الوصيف      | المركز الثالث              | النتيجة | المركز الرابع |
| ----- | --------- | --------------- | ----------- | -------------------------- | ------- | ------------- |
| 2015  | · تونس    | 4–1             | · الأردن    | –                          | –       | –             |
| 2016  | · السودان | 2–2 (4–3) (ج)   | · جزر القمر | · الإمارات العربية المتحدة | ؟؟      | · الكويت      |
| 2017  | · فرنسا   | 2–2 (13–12) (ج) | · المغرب    | · الكويت                   | 4–2     | · البحرين     |

## جوائز
تتويج الفريق الفائز كأس البطولة بالإضافة إلى جائزة مالية قدرها 200 ألف ريال قطري تتوزع بين الفريق الفائز وقسم التربية الرياضية بالمدرسة التي يمتلها للتجهيزه بالمعدات الرياضية اللازمة كما سيحصل الفريق الفائز في المركز الثاني على جائزة مالية قيمتها 150 ألف ريال قطري والفريق الفائز في المركز الثالث على 100 ألف ريال قطري توزيع جائزة مالية قدرها 50 ألف ريال قطري على الفائزين بلقب أفضل لاعب أفضل حارس مرمى وهدّاف البطولة